# 현신규
현신규(玄信圭, 1911년 ~ 1986년)는 서울대학교 농과대학 교수를 지낸 대한민국의 산림학자이며, 제2대 농촌진흥청장을 역임하였다.

## 학력
- 1936년 3월 규슈제국대학(九州帝國大學) 임학과 졸업
- 1949년 7월 규슈제국대학 농학 박사

## 정직
- 1945년 9월 수원농림전문학교 조교수
- 1945년 10월 미군정청 임업시험장장
- 1946년 1월 수원농림전문학교 교수
- 1960년 1월 한국임학회 초대회장
- 1963년 7월 4일 ~ 1965년 8월 26일 : 농촌진흥청장
- 1965년 8월 ~ 1977년 : 서울대학교 농과대학 교수

## 생애 및 업적
1949년 한국인 최초로 임업 분야 박사학위를 받았다.
1951년 미국 산림유전연구소에서 임목육종에 관한 연구를 하고
1952년 귀국하여 리기테다소나무를 개발했다. 성장 속도가 빨라 산림녹화에 적합한 품종인 포플러 개량 연구에도 힘썼다.
안주공립보통학교를 졸업한 그는 1924년 민족학교로 유명했던 오산중학교에 입학했으나 3학년 2학기에 일본 유학과 대학 진학에 유리한 휘문고등보통학교로 편입했다. 이후, 수원고등농림학교 임과(林科) 입학했으며, 1933년 졸업을 앞두고, 총독부 임업시험장 취업을 계획했으나, 절친한 동기생이 자신의 월급으로 학비를 지원함에 따라 규슈제국대학 농학부 임학과에 입학할 수 있었다. 1학년 1학기에 전공으로 조림학을 선택하고, 1학년 2학기부터 일본 식물생리학 분야 최고의 권위자였던 농학과 고게츠 리이치로 교수에게 지도를 받았다. 졸업논문 ‘일광의 조사도 및 토양의 함수도를 달리했을 때의 소나무 및 편백의 종자발아도와 유시의 발육도 비교’는 규슈제대 농학부 학술잡지에 게재됐다.
1951년 1월 미국에서 연수를 받고 돌아와 서울대학교 농과대학 내에 임시로 시험육종장을 세우고 연구에 착수했고, 같은 해 10월 ‘임목육종학연구소’를 설립했다. 리기테다의 종자를 대량으로 생산하여 국내에 널리 보급하고자 했기에, 1955년 봄부터 수원시 농대연습림에서 대규모의 교배대를 이용해 리기테다 인공교배 시험을 실시했고 이듬해 얻은 잡종종자를 파종해 묘목으로 육종한 후 전국에 마련한 시험조림지에 심었다. 결국, 해충과 추위에 강하고 생장과 재질이 우수한 리기테다 소나무를 개발했다. 리기테다 소나무는 유엔식량농업기구(FAO)에서 탁월한 육종성과로 인정받고, 미국 상원에서도 ‘한국의 기적의 소나무’로 보고되었다.
이후, 국가적으로 필요한 목재자원을 확보하기 위해 도입한 이태리포플러 중에서 한국에서 잘 자라는 특성이 뛰어난 품종(I-214, I-476)을 찾아 보급했으며, 그 과정에서 은백양과 수원사시나무를 교배하여 경사진 땅에서 잘 자라는 은사시나무를 개발했다.  또 약재로 쓰이는 백양수피(白楊樹皮)를 얻기 위해 양황철나무도 개발 보급했다.
1차 치산녹화 10년 계획(1973~1982)을 통한 전국적인 조림사업으로 우수한 임목의 보급을 확대해, 1982년 대한민국이 유엔식량농업기구(FAO)로부터 ‘2차 세계대전 이후 산림복구에 성공한 유일한 국가’로 극찬받기도 했다. 1960년 한국임학회를 창립, 초대 회장으로 임학 발전을 선도했다.

## 수상
- 1959년 대한민국학술원 학술공로상
- 1964년 3·1문화상
- 1978년 5·16민족상
- 1982년 국민훈장 무궁화대훈장

## 참고자료
대한민국 과학기술유공자 홈페이지 
대한민국 과학기술유공자 백과 
대한민국 임학박사 1호 故 현신규 서울대 명예교수 